# Georg Ericson
Georg Vilhelm "Åby" Ericson, född 18 december 1919 i Torshag (Åby, Kvillinge socken, Östergötlands län), död 4 januari 2002 i Åby, var en svensk fotbollsspelare och tränare i IFK Norrköping. Han var förbundskapten för Sverige 1970–1979.

## Biografi

### Fotboll
Ericson spelade som aktiv i IFK Norrköping, där han spelade 89 allsvenska matcher (och gjorde 36 mål) 1941–51 och bland annat blev svensk mästare vid två tillfällen. Därefter inledde han också tränarkarriären i IFK Norrköping (1955/56–1968) och vann med klubben ytterligare fem SM-guld. 1970 blev han Sveriges förste heltidsanställde förbundskapten och var med och kvalificerade Sverige till VM-slutspelen 1974 och 1978. Den största framgången kom med femteplatsen i VM-slutspelet 1974.
Ericson ledde landslaget i sammanlagt 91 A-landskamper.

### Övrigt
Ericson var dessutom en duktig pianist och skrev en av 1974 års stora svenska hitlåtar – "Vi är svenska fotbollsgrabbar". Han var under 1980-talet kapellmästare för de revyer som Tjadden Hällström satte upp i Norrköping. 
Smeknamnet kom från hemorten Åby, strax norr om Norrköping, i nordöstra Östergötland. Hans efternamn har inget samband med den svenska släkt, som heter Aaby-Ericsson.
Ericson var far till Håkan Ericson, tränare för IFK Norrköping 2002–2003, och förbundskapten för U21-landslaget som vann EM 2015.
Spårvagn 35 i Norrköping är döpt efter Georg "Åby" Ericson.
En byst av Georg Ericson är placerad vid huvudläktaren på Norrköpings Idrottspark, försedd med text på fundamentet efter hans död. Skulpturen är skapad av konstnären Christer Wide, Kolmården.

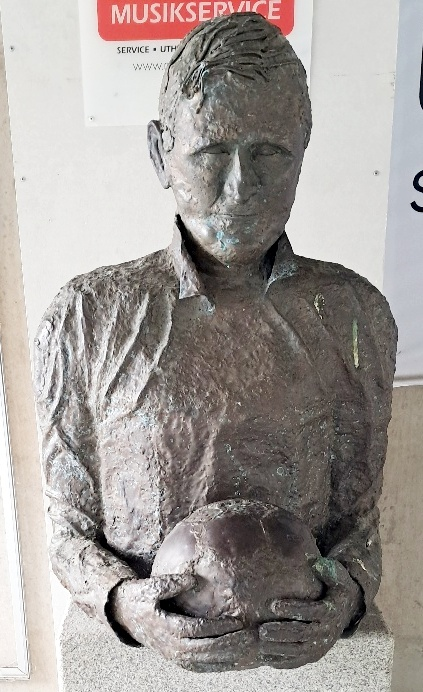
Byst av Georg "Åby" Eriksson på Idrottsparken Norrköping

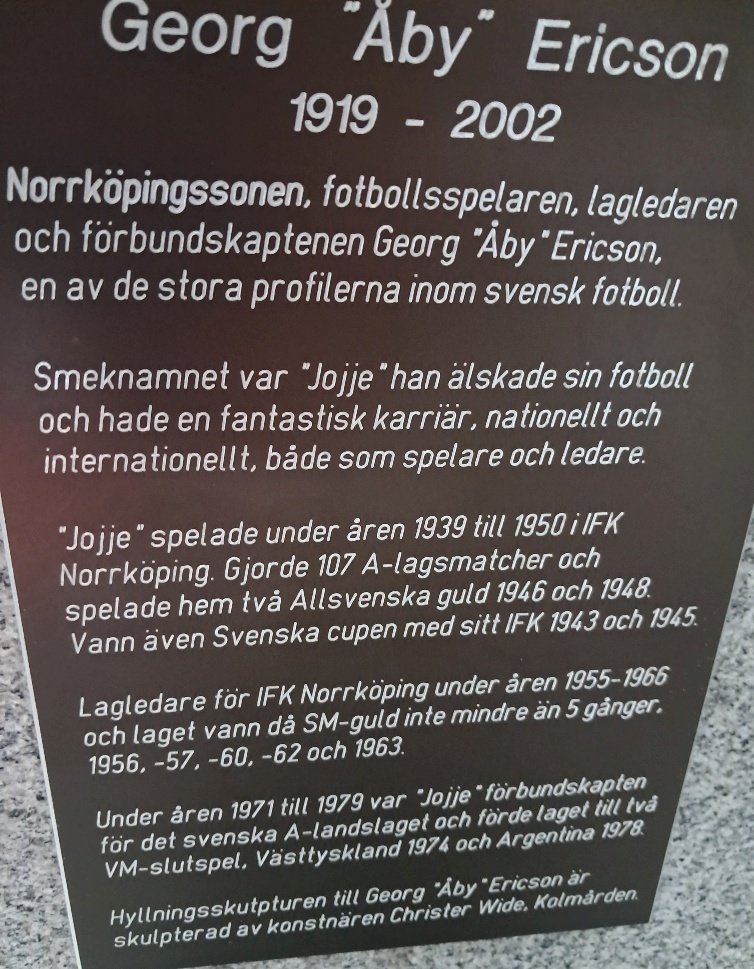
Minnesplakett